# 宇文
宇文（うぶん）は、漢姓のひとつで、おもに非漢族の姓。『百家姓』の434番目。
匈奴系俟汾氏から分かれた鮮卑の宇文部に由来し、北周の国姓でもあったが、後に楊堅によって北周の皇族は多くが滅ぼされた。
いっぽう、宇文述の一族は匈奴あるいは高車の破野頭（費也頭）氏であり、のちに上記の宇文部同様に鮮卑化して宇文に姓を改めた。
現在ではきわめて珍しい姓である。

## 北周の国姓
北周の皇帝については、北周を参照。
- 宇文泰 - 北魏の政治家、西魏の建国者。
- 宇文皇后 - 宇文泰の娘、西魏の廃帝の皇后。
- 宇文護 - 宇文泰の甥で、その没後に北周の国政を掌握した。
- 宇文憲 - 宇文泰の子。宣帝に殺害された。

## その他の著名な人物
- 宇文愷（中国語版） - 隋の官吏。大興城（長安）の設計にかかわった。
- 宇文述 - 隋の政治家。
- 宇文化及 - 隋の政治家。宇文述の子。煬帝を殺して自立した。
- 宇文智及 - 隋の政治家。宇文化及の弟。
- 宇文士及 - 唐の政治家。宇文智及の弟。
- 宇文虚中（中国語版） - 北宋・金の官吏、忠臣、詩人。